# Утомление

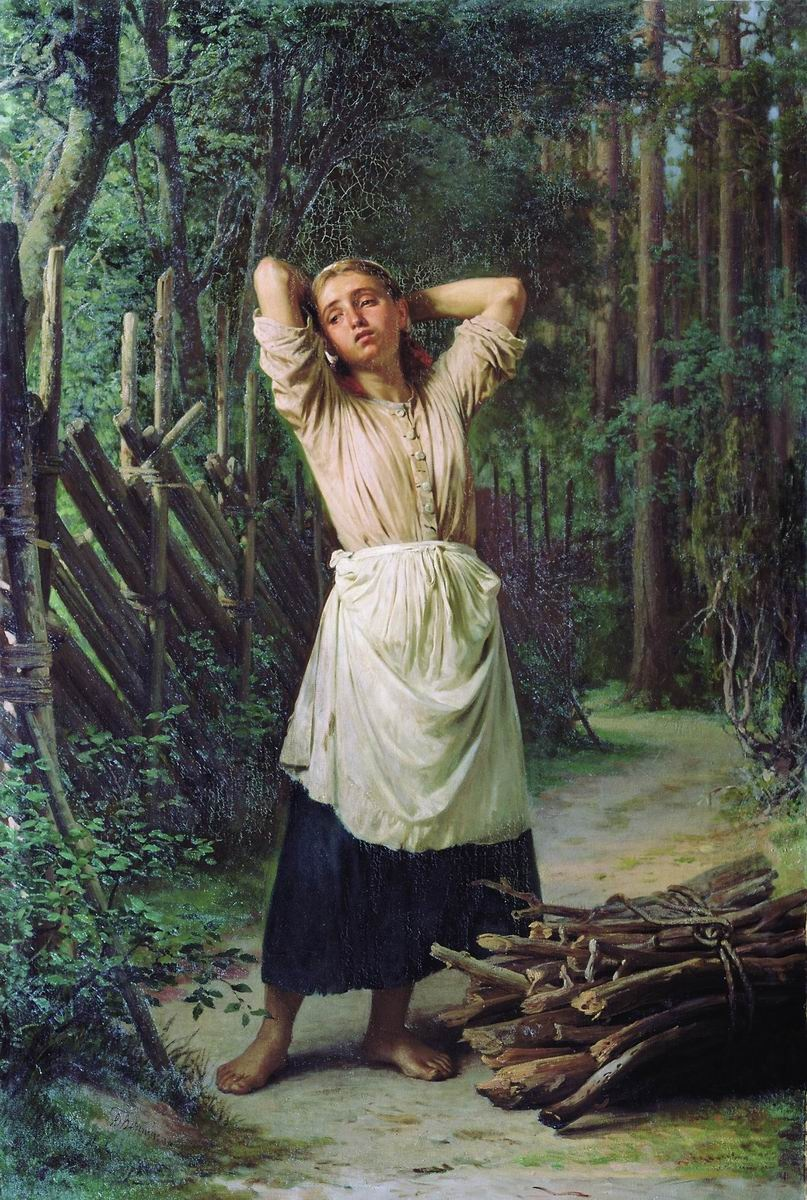
«Усталая»
(художник Василий Верещагин)

Утомле́ние, или уста́лость — физиологическое и психологическое состояние, которое является следствием напряжённой или длительной работы. Субъективно утомление может ощущаться как усталость. Утомление проявляет себя во временном снижении работоспособности.
Длительное утомление может привести к переутомлению, которое опасно для здоровья человека. Существует множество теорий утомления, первые появились во второй половине XIX века.
К внешним признакам относятся: изменение цвета кожи, повышенное выделение пота, нарушение ритма дыхания, нарушение координации движений, медленные движения.
К внутренним признакам относятся: появление болевых ощущений в мышцах, головокружение.